# 深圳历史
深圳是自1970年代末在宝安县基础上崛起的新兴城市，虽然城市历史短暂，但因经济繁荣之故，与北上广共同跻身一线城市。

## 历史

### 古代早期

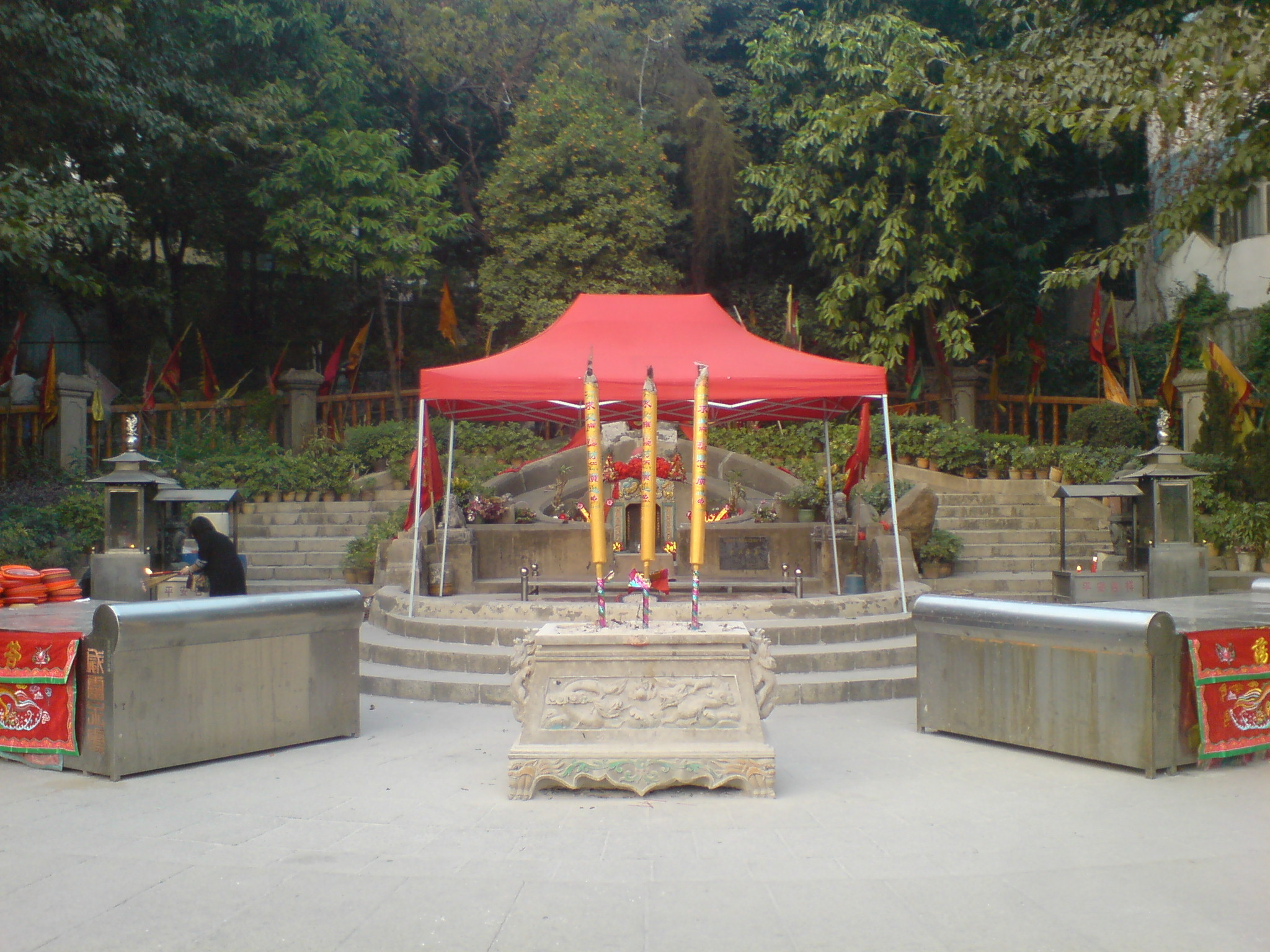
南山区赤湾的宋少帝陵

考古资料显示，深圳早在新石器时代中期就有土著居民繁衍，人类活动历史超过6700年。有文字可考的历史文献显示，深圳的郡县史超过1700年；历史沉淀下来的南头城和东部南澳的大鹏城遗迹也都逾600年；800多年的广府历史和300多年的客家人移民史。
秦朝以前，深圳一直是百越所居之地，甚少受中原文化影响。秦始皇三十三年（前214年）成为秦朝辖地，属南海郡。汉朝时属南海郡博罗县（ 據《 廣東行政區劃演變》壹書，當時屬於南海郡番禺縣），于南头设盐官，称为「东官」。南越国时沿用先前建制。三国东吴设司盐都尉。东晋咸和六年（331年），晋成帝分南海郡地设东官郡，兼置宝安县，为宝安立县之始。隋时改为南海郡辖。唐至德二年（757年），废宝安县，合归东莞县辖，属广州，于南头设屯门军镇。南汉國时置媚川都採珍珠，属兴王府。（1279年）宋亡，相传宋帝昺投海死后，遗骸漂流至赤湾，葬于南山脚之下，今有深圳南山宋少帝陵。
（1368年）明朝统一全国，于南头卫城、大鹏所城二地设立卫所并筑城，负责防卫广东沿岸海上防务隶属广州，南头城遂有「全广门户」之称。深圳在明朝初年属东莞县，明正德十六年（1521年），葡萄牙佛朗机人入侵南头城，爆发屯门海战。万历元年（1573年），于南头设立县治，取名新安，喻意「革新鼎安、转危为安」，治所南头，辖今深圳和香港，最高时期派参将管辖。清康熙元年（1662年），为了防止沿海居民与郑成功军队接触，下達海禁政策及遷界令禁止居民出海，對新安縣影響極大，人口減少，田地荒廢，新安县一度再次并入东莞县。康熙八年（1669年），新安县界由东莞划回，县治恢复。

### 鸦片战争至特区成立前

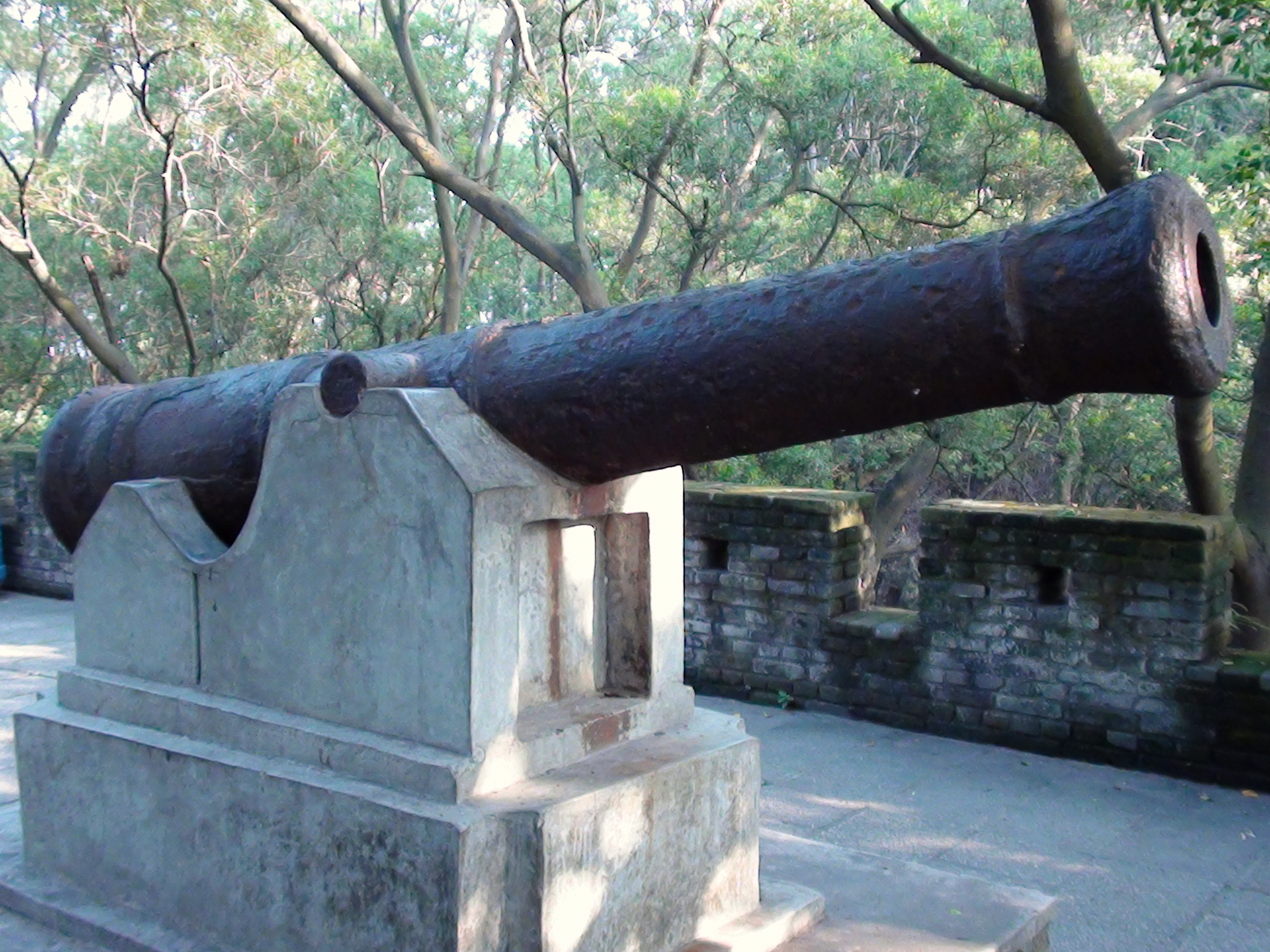
赤湾左炮台。炮台于1669年的清康熙年间设立，第一次鸦片战争时期，两广总督林则徐曾加以修葺，用以抵御英军舰船从珠江口进入广州

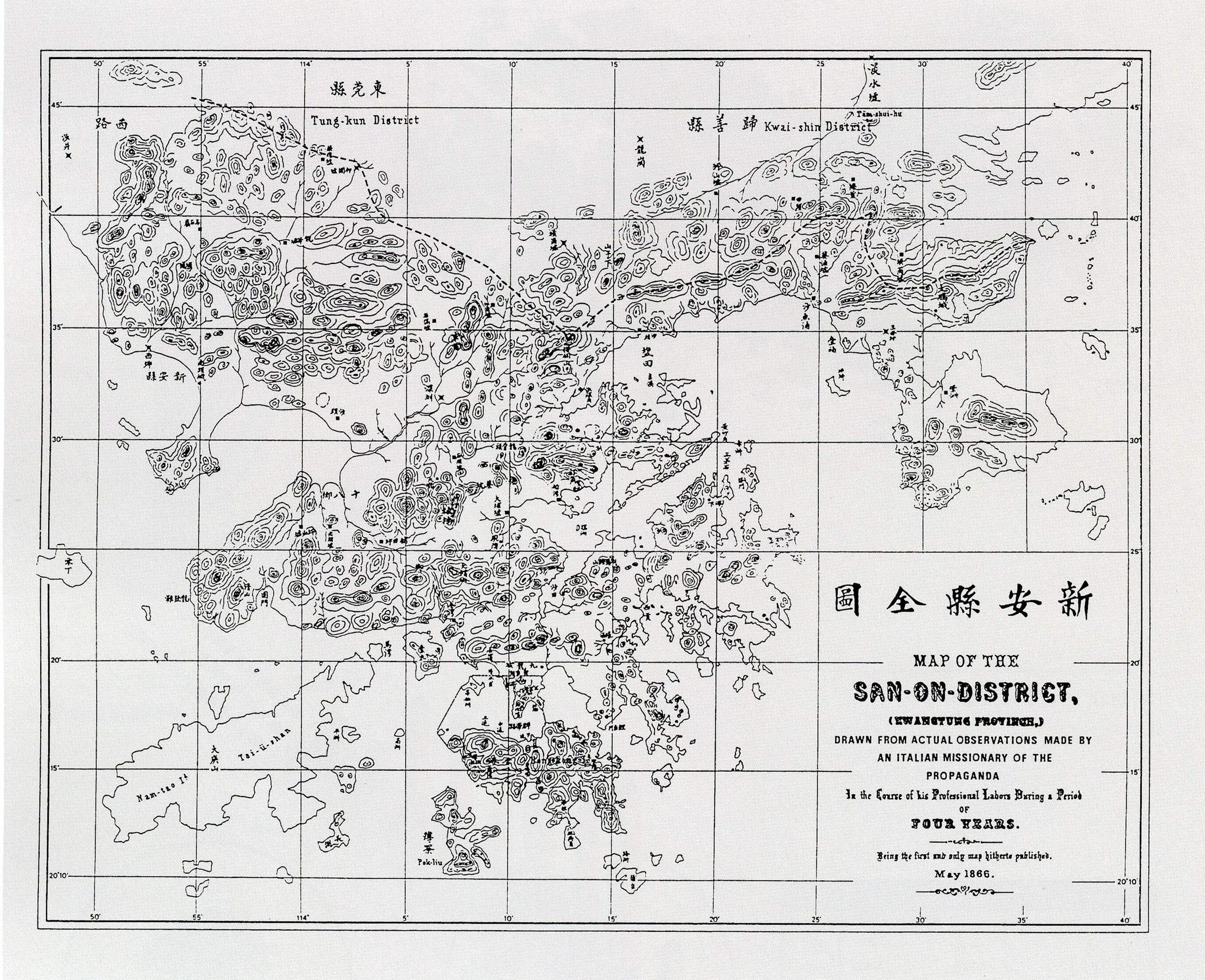
1866年新安县图，當時香港島和九龍半島已經割讓英國

道光八年（1842年），清政府与英国签《南京条约》割让香港岛予英国，咸丰十年（1860年），签《北京条约》再割让九龙半岛，光绪二十四年（1898年）签《展拓香港界址专条》，英国租借新界99年，从此香港脱离新安县。1899年5月，英军由新界北进占领深圳墟、布吉，遭东莞军民抗击，被迫撤至深圳河以南。光绪二十六年（1900年）孙中山于三洲田村一带发动起义，史称「三洲田起义」（惠州起义）。1911年10月，新安民众响应武昌起义，攻占清政府县衙，新安县易主为民国政府；同年，广九铁路建成通车，设深圳站。
民国三年（1914年），全国省市名称统查后，为避免与河南省新安县同名，广东的“新安县”改名为“宝安县”。1925年6月，省港大罢工爆发，中华全国总工会在深圳设香港罢工工人接待站，由中国国民党和中国共产党共同协助罢工运动，并在深圳设广九铁路深圳车务科，受理罢工工人免费乘车，还派工人纠察队和装甲车队进驻深圳，封锁当时的英治香港。1925年12月，国民党宝安县党部成立，接纳中共党员为党部常委，次年中共亦成立宝安县委和共青团支部。1927年12月，由于国共关系破裂，中共发起武装暴动，攻击国民政府党深圳区署。1931年，国民政府颁布《县参议会组织条例》，“宝安县参议会”成立。1937年7月，国民政府在宝安县实行保甲制。抗日战争期间，县治曾迁至东莞县石马镇。1941年，日军试图从深圳跨过罗湖桥占领香港，驻港英军遂将桥拆毁，以阻止日军入港。1942年2月，中共成立“广东人民抗日游击总队”（后称“东江纵队”），设宝安大队，与国民政府军队共同抗击日军。1945年日本投降后，宝安县府由东莞迁回南头。1947年3月，中共在宝安地区成立“惠东宝人民护乡团”，后称“广东人民解放军江南支队”，并与国民政府军队多次交火，最终取得军事上的优势。1949年1月，“江南支队”改称“粤赣湘边纵队东江第一支队”；同年2月，东江纵队将国民政府宝安县长生擒，遂控制宝安政权，8月中共宝安县委和县政府成立。

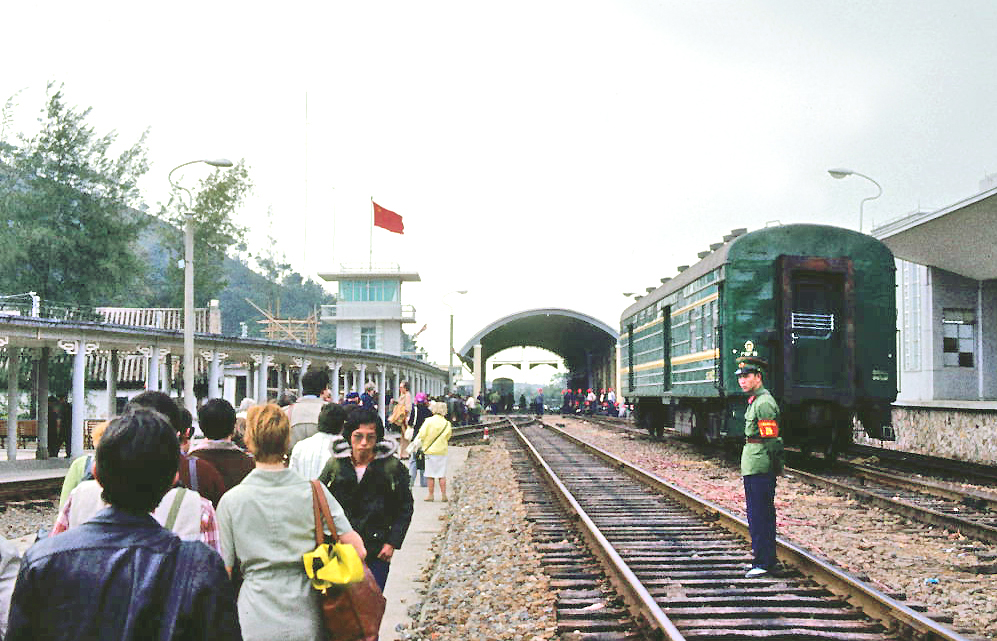
深圳经济特区成立前的罗湖桥（1978年）

1949年10月19日，中國人民解放軍进驻宝安县南头。1953年，宝安县政府考虑到深圳墟连接广九铁路，交通便利，便将宝安县城从南头搬到深圳墟。由于当时的香港仍然是英国的殖民地，深圳又是香港通往中国大陆的陆路主要关卡，港人乘火车前往大陆必须在羅湖站下车，然后徒步横过罗湖桥进入深圳。基于当时港人对内地政策的恐慌，深圳的酒店曾经是港人和广东省籍亲人会面的地方。

#### 逃港事件
1950年代至1970代末，由于中国大陆政治、经济问题及自然灾害等因素的影响，深圳与香港的边境地区爆发了多次大规模的逃港事件，人数达56万人次（也有说100万人次的）。出逃人数以宝安县最为集中，并涵盖广东其他市县以及湖南、湖北、江西、广西等地区，被认为是“冷战时期历时最长、人数最多的群体性逃亡事件”。对于1960年代之前的逃港者，被官方视为“投敌叛国”的偷渡，驻防宝安县的中国大陸边防部队可以开枪向不听劝阻的偷渡者射击，许多出逃者因此被打死在滩涂山岗。之后，由于出逃人数庞大，引起中共高层的极大关注，开始反思自己政策中的问题，认为靠武装阻止的方式不能解决逃港问题，并严令边防部队不可随意向出逃人开枪，对出逃者不予追究。有媒体认为，大规模的逃港事件是促成深圳经济特区建立的原因之一。深圳经济特区建立后，经济快速增长，逃港人数开始骤减，至1997年香港回歸以後幾年間几近绝迹。

### 经济特区时期

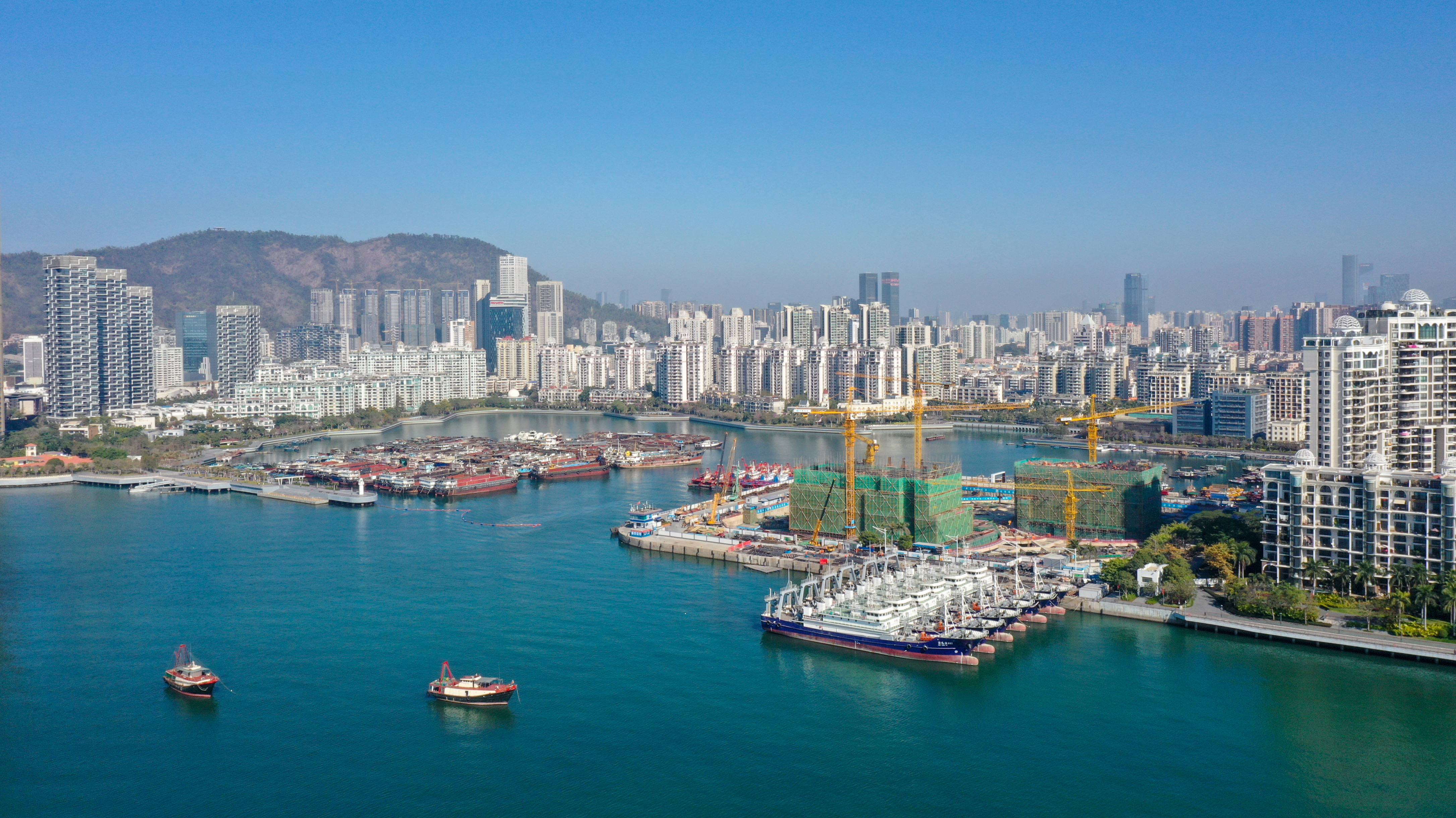
1979年1月设立的蛇口工业区从一片小渔村发展而来，著名的“时间就是金钱，效率就是生命”的口号最早在这里提出，今天的渔港已经成为历史景点

1978年4月，中国大陸国家计委和外贸部考察港澳后，建议在深圳与珠海两地创办出口基地和面向港、澳人士的旅游区，并得到中共高层认同。1979年1月，中共中央批准设于香港的中资企业香港招商局在深圳西部创办蛇口工业区。之后，广东省向中央提出在省内的沿海划出一些地方设置类似国外的出口加工区和贸易合作区，用来吸引外来资金。该提议得到邓小平肯定，但邓表示中央缺钱，要广东省自己想办法，自己去搞，并有了构建经济特区的设想。正是基于邓小平的设想，1979年的中央工作会议正式确定在深圳、珠海、汕头试办出口特区，而深圳成为重点试点城市。1979年3月，宝安县正式更名为深圳市。
1980年3月，全国人大常委会正式批准设立“深圳经济特区”。特区设立初期的深圳还很落后，居民多以务农为生。由于深圳邻近香港，所以在改革开放的初期，当地人民已对境外的事物非常热心。在当时的火车站，可以买到先前一天的香港报纸。像大陆其他地方，传阅香港报纸是被禁止的。
1981年3月，深圳升级为与广州市同级的副省级市，经济发展渐趋蓬勃，高楼大厦取代农田，多个周边的开发区引进外地资金，尤其是港资。市内的商业逐渐形成规模，亦开始开发早期的旅游点如西丽湖和香蜜湖；在此期间，深圳曾有计划发行深圳特区货币，后来因诸多原因而搁置，没有正式发行。
由1980年代初建立經濟特區開始，各地移民湧入，由於省港影響強勢，初期廣東籍包括潮客族群的深圳人均以粵語為深圳的通行中心語言，而外省移民亦應生活所需，跟隨融入粵語氛圍，原來本地的客家話以及本土的粵語莞宝方言就相對弱勢。
1983年12月，为维护经济特区秩序，沿特区管理线架设铁丝网，将深圳市一分为二，并在进出特区的交通要道设立“深圳经济特区检查站”。
1988年, 當局不樂見本土語言主導社交環境，時廣東省委第一書記任仲夷、廣東省僑聯主席蟻美厚等主張採取措施, 大力推廣普通話。深圳還專門成立深港語言研究所, 對深圳的語言生活進行了大量的調查研究, 提出用普通話統一深圳語言的戰略方針。在大力執行推普工作下，扭轉粵語原本作為深圳中心通行語言的情勢。
1988年11月，深圳成为计划单列市。
1990年12月，天津投资股份公司撤销之后，深圳证券交易所成立，为证券集中交易提供平台，归口中国证监会管辖。1992年2月，深圳获全国人大常委会授权，享有地方法律和法规立法权。

1999年7月8日，任仲夷為書深圳，八方共一語題詞：
|  | 用普通話統一廣東語言，深圳要做全省模範。 |

1999年10月，深圳市联合外经贸部等部委举办首届“中国高新技术成果交易会”，此后高交会每年在深圳定期举行。綜觀城市商業發展歷史並不長，卻是新中國共產主義與改革開放的路線縮影與對比，在毛澤東時代的三十年內，深圳僅是三十萬人口的農村，大部分人處於實行計畫經濟的極端貧困下，並且因為毗鄰英屬香港，有著武力衝突、非法偷渡等等危機之中，鄧小平時代設經濟特區，開始發揚光大社會主義市場經濟後，同樣三十年內已發展成了一千多萬民眾安居養家築夢的世界級都市，高樓與商業街比鄰而居，与北京、上海、广州一同被视为中国內地的一线城市。2010年7月，深圳特区二线关淡化，中国国务院将整个深圳市划入经济特区范围，但二线关的硬件设施，如关口检查站设施、界线铁丝网等则仍然保留至2015年才陸续全数拆除。2011年8月，深圳成功举办了第26届世界大学生夏季运动会。2015年4月，中国（广东）自由贸易试验区前海蛇口片区正式成立。

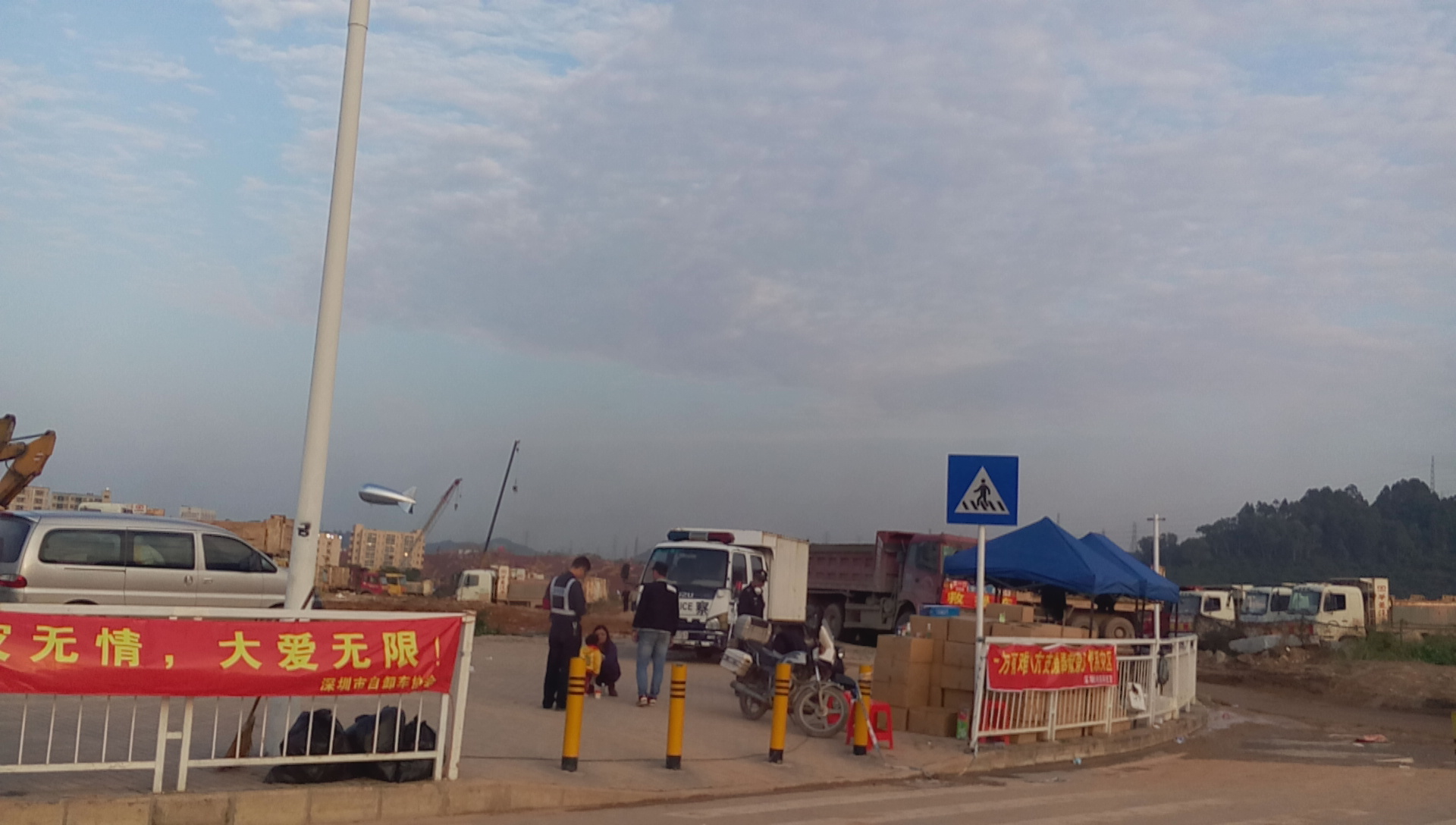
2015年12月20日深圳滑坡事故

2015年12月20日上午11时40分，深圳光明新区（現光明区）凤凰社区红坳村恒泰裕工业园發生大规模土石崩塌事故，造成73人死亡、4人失踪，直接经济损失人民币8.8亿余元。
 深圳经济以金融、高新技术、物流及房地产等为支柱产业，位于市中心的深圳证券交易所为中国的两大证券交易所之一，是中国公司、企业的重要融资平台。工業方面，有富士康等代工大廠，以及華為等集研發生產於一體的大公司駐地，在智慧聯網發達與互聯網+商業興起後，也是一大批年輕公司的孵化中心。作為典型的移民城市，深圳居民大多非本地出生，大部分来自广东省内各地及邻近的廣西、湖南、江西、福建，以及湖北、四川、河南、遼寧等省份，族群和語言的非常多樣性，不過主要是粵語比較普遍，整體而言畢竟未有太多本地居民，比起北京、上海、广州等地發生的多起移民與當地人衝突事件，深圳对外来人口包容度极高。